# Tombe d'Oscar Wilde
La tombe d'Oscar Wilde, intitulée Flying Demon Angel (« ange-démon volant »), est un monument funéraire situé à Paris au cimetière du Père-Lachaise (20e arrondissement). Il a été  sculpté dans un bloc de vingt tonnes, de 1911 à 1914 par Jacob Epstein, sculpteur d'origine américaine. Financé par Helen Carew, une admiratrice de l'écrivain irlandais, ce monument s'inspire d'un taureau ailé assyrien, conservé au British Museum. Il abrite les cendres de Robert Ross depuis 1950. 
À l'époque, l’œuvre suscita l'indignation en raison de l'exhibition des parties génitales proéminentes de l'ange surplombant le caveau. Une anecdote veut qu'en 1961, deux anglaises outrées saisissent des pierres en bordure de l'allée et lui fracassent les testicules qui, pendant deux ans, ont servi de presse-papier au conservateur du cimetière.

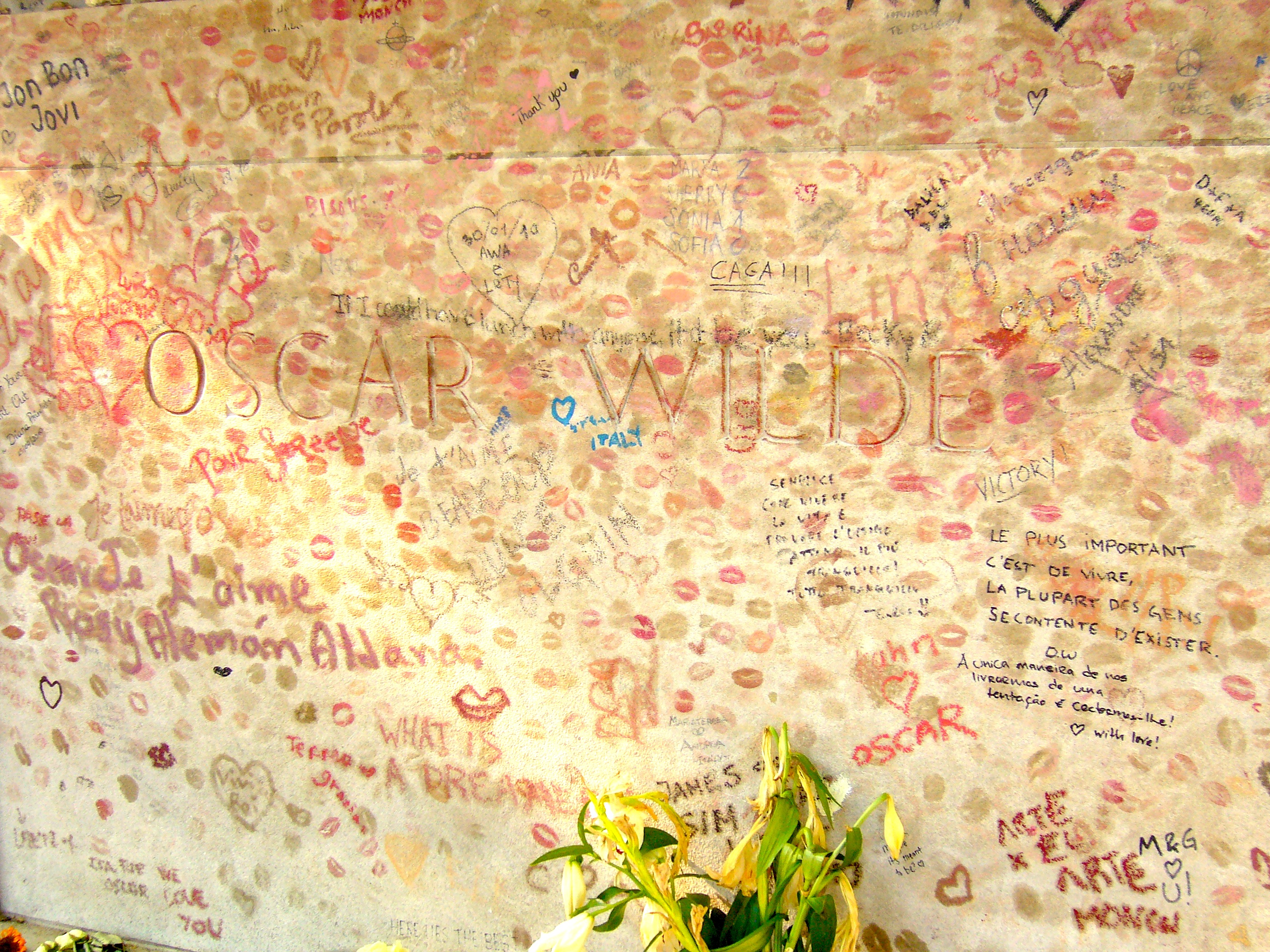
Inscription Oscar Wilde gravée sur son monument funéraire.

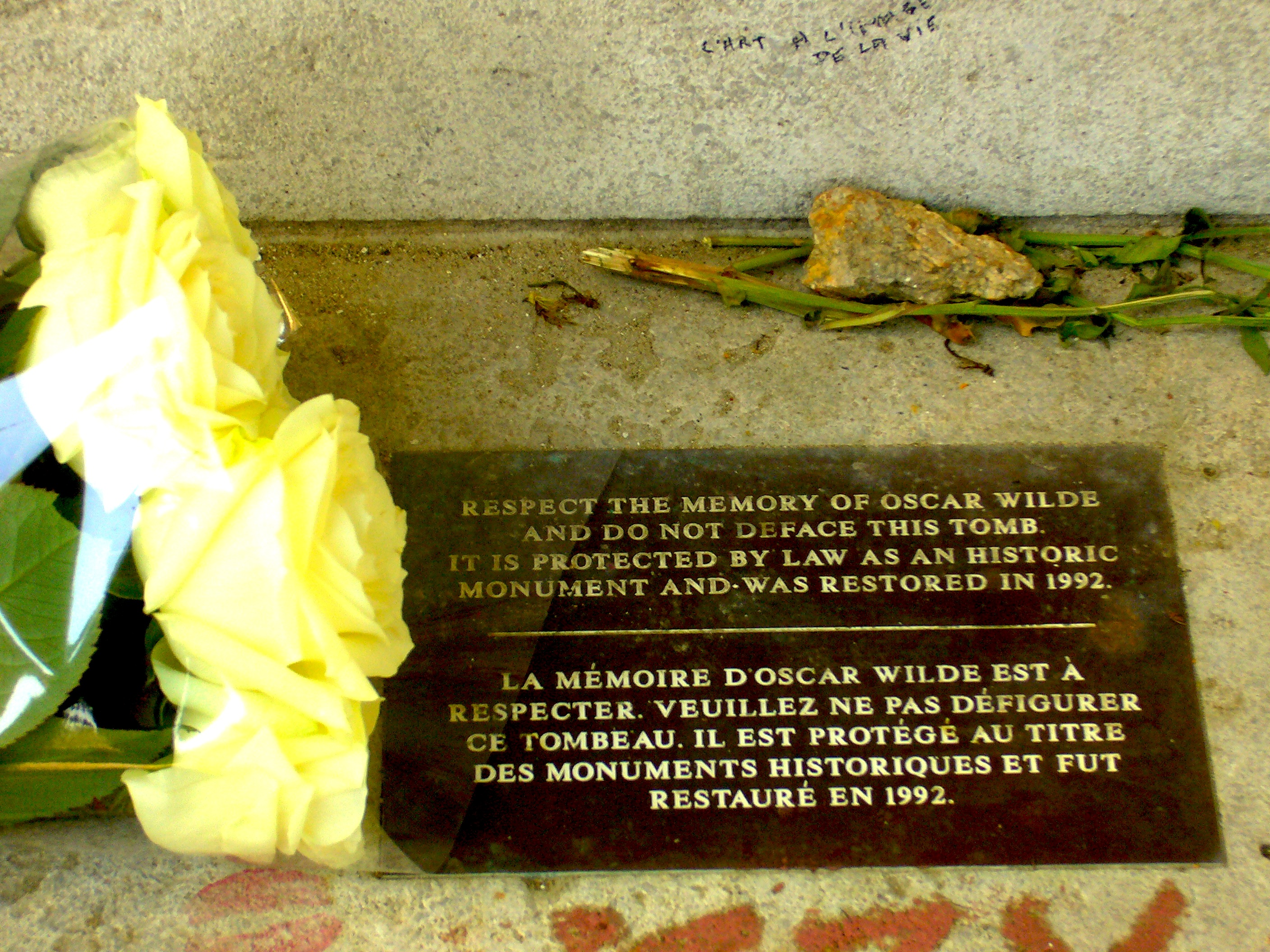
Plaque des monuments historiques sur la tombe d'Oscar Wilde.

Le monument funéraire d'Oscar Wilde, concession à perpétuité numéro 55 PA 1909, 89e division est inscrit monument historique par arrêté du 10 mars 1995.
En 2011, il est restauré (à l’exception du sexe du sphinx amputé en 1961, remplacé par une prothèse en argent sur une idée de l’artiste Leon Johnson en 2000) grâce à la famille d'Oscar Wilde et au gouvernement irlandais. Des vitres plastiques de deux mètres de hauteur ont été apposées sur les parois de pierre pour empêcher que ses admirateurs ne s’approchent et déposent le traditionnel baiser sur ce haut-lieu du romantisme, le monument étant couvert de rouge à lèvres depuis le début des années 1990.